# Damião de Góis

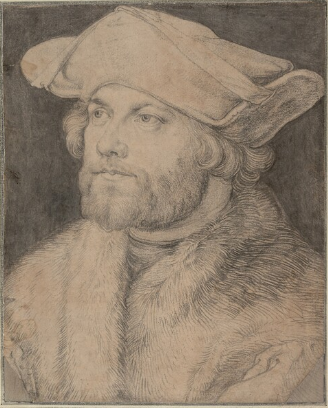
Damião de Góis. Porträt von Albrecht Dürer

Damião de Góis, auch: Damião de Goes, latinisiert: Damianus de Goes und Damiani a Goes, (* 2. Februar 1502 in Triana/Alenquer, Portugal; † 30. Januar 1574 in Alcobaça) war ein portugiesischer Diplomat und Historiker.

## Biographie

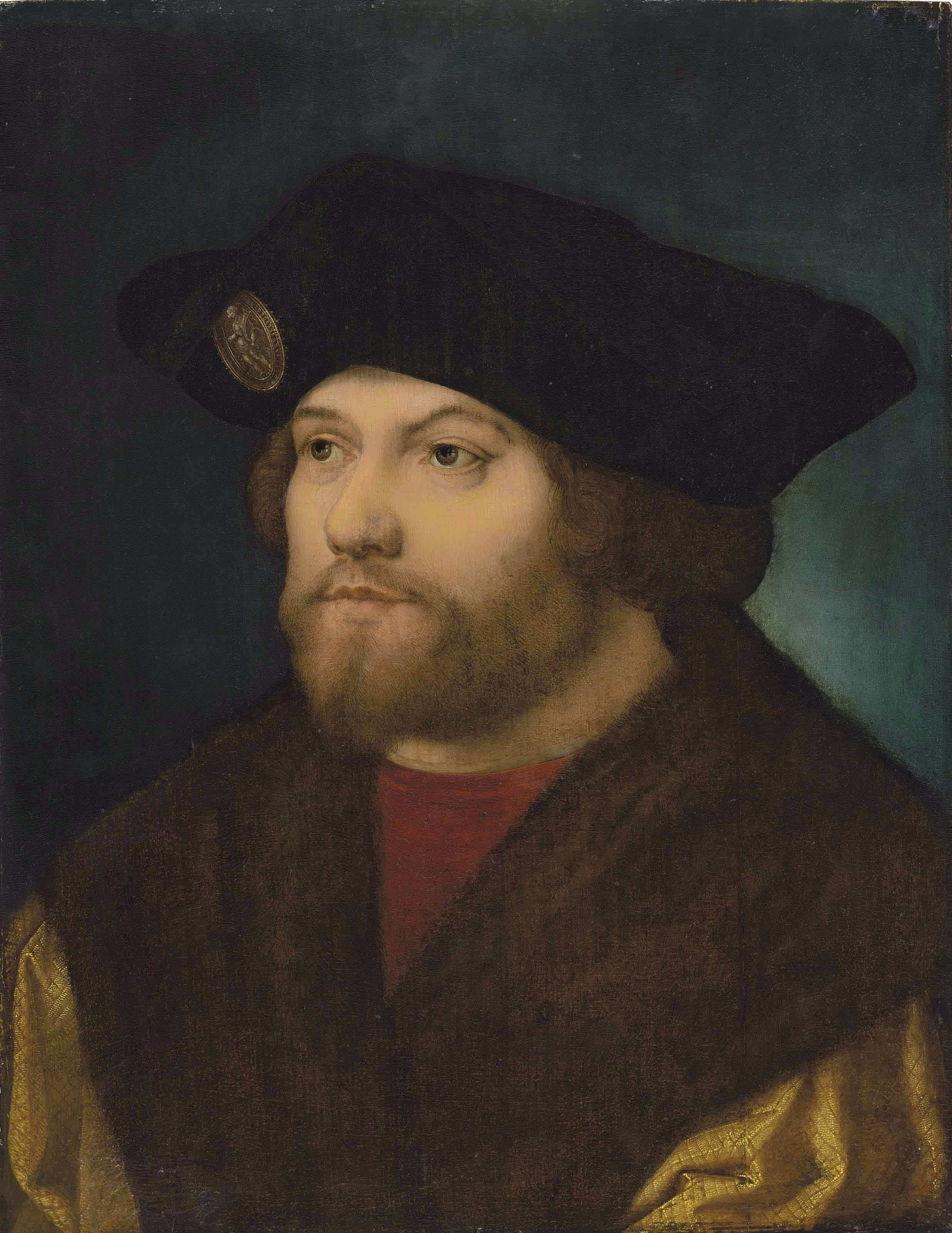
Porträt von Damião de Góis, möglicherweise von Jan Gossaert

Der Urahn des Damião und somit auch der Familie der Grafen Goëss war Dom Amiã da Estrada aus Santo Vincente da Barca in Asturien, der mit dem Grafen Heinrich von Burgund nach Portugal kam und für geleistete tapfere Dienste 1109 die Herrschaft Góis, als ricohombre zum Lehen erhielt.
Góis kam in seinem neunten Jahr an den Hof des Königs Dom Manoel, studierte in Padua, wurde 1523 portugiesischer Geschäftsträger in Flandern, später am Hof des Königs Siegmund von Polen in Vilnius, dann in Dänemark und Schweden.
Nachdem er Italien besucht hatte, lebte er in Löwen, wo er sich 1538 mit Johanna (* 1515), Tochter des André van Hargen, seigneur de Estorique und der Mathilde van der Duyn verheiratete. Bei der Einnahme der Stadt durch die Franzosen 1542 wurde er gefangen genommen und nur gegen ein hohes Lösegeld freigelassen.
1546 wurde er vom König Johann III. als Historiograph und Archivar nach Lissabon berufen, aber später wegen ketzerischer Neigungen von der Inquisition ins Gefängnis geworfen und im Kloster Batalha interniert. Zwei Jahre nachdem er aus dem Gefängnis entlassen worden war, starb er unter ungeklärten Umständen am 30. Januar 1574 in Alenquer.
Als gebildeter und vielseitiger Humanist wurde er Schriftsteller, Musiker, Komponist, Kunstsammler und Mäzen. Zu seiner Kunstsammlung wird oft das Triptychon Die Versuchung des Heiligen Antonius von Hieronymus Bosch gezählt.

## Werke

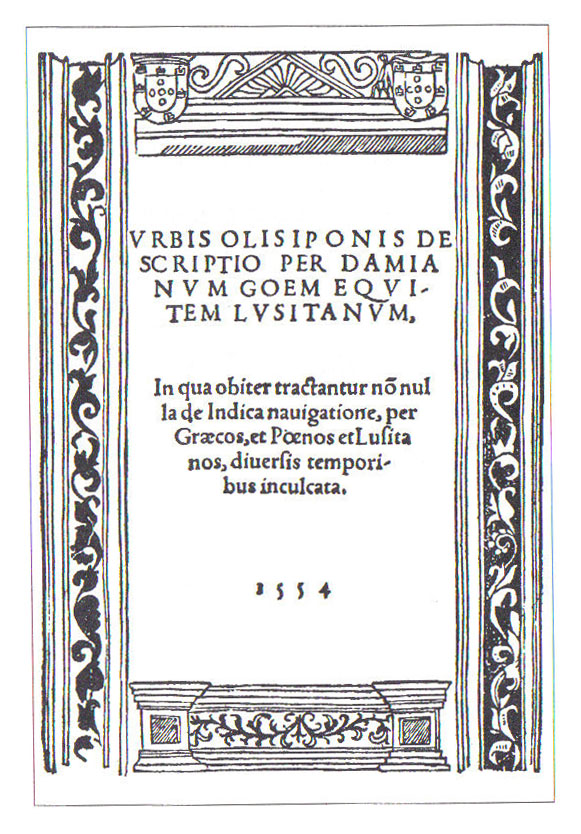
Titelseite von Ubis Olisiponis descriptio 1554

- Deploratio lappianae gentis. Genf 1520
- Legatio Magni Indorum Imperatoris Presbyteri Ioannis. Antwerpen 1532
- Commentarii rerum gestarum in India. Löwen 1539
- Fides, religio moresque Aethiopum. Löwen 1540
- Damiani a Goes eqvitis Lvsitani aliqvot opvscvla. Löwen 1544
- Urbis Olisiponis descriptio. Évora 1554
- Crónica do Felicíssimo Rei D. Manuel. Lissabon 1566
- Crónica do Principe D. João. Lissabon 1567
- 1532-1538 trabalhos de tradução e comentário leitura diplomatica e versao portuguesa por Miguel Pinto de Meneses; edicao, intr. e notas de Manuel Cadafaz de Matos. Obras de Damião de Góis; 1. Lisboa: Távola Redonda, 2002.